# Adigeni
Adigeni (in georgiano ადიგენი?) è un comune della Georgia, situato nella regione di Samtskhe-Javakheti.